# Beziehungen zwischen Spanien und den Vereinigten Staaten
Die Beziehungen zwischen Spanien und den Vereinigten Staaten (USA) bestehen seit dem Jahre 1783. Im Jahre 1898 kam es zum Spanisch-Amerikanischen Krieg, bei dem Spanien die letzten bedeutenden Teile seines Kolonialreiches verlor. Nach dem Zweiten Weltkrieg wurden beiden Staaten enge Verbündete und  Spanien trat 1982 der NATO bei. Das U.S. State Department bezeichnet beide Staaten als „enge Verbündete“, die „gemeinsame demokratische Werte, einschließlich der Förderung von Demokratie und Menschenrechten“ teilen. Ein bedeutender Teil des Staatsgebiets der modernen USA war einst Teil des Spanischen Kolonialreiches und in den USA gibt es eine wachsende spanischsprachige Bevölkerung. Es gibt in den USA knapp 58 Millionen spanischsprachige Personen, was knapp einem Fünftel der Bevölkerung entspricht. Spanisch ist zudem die am häufigsten gelernte Fremdsprache in den USA.

## Geschichte
Die Spanier waren die ersten Europäer, die auf dem Gebiet der heutigen Vereinigten Staaten dauerhafte Siedlungen gründeten. Die erste Siedlung auf dem Gebiet der heutigen Vereinigten Staaten war San Juan, Puerto Rico, das 1521 vom spanischen Entdecker Juan Ponce de Leon gegründet wurde. Knapp 35 Jahre später gründeten die Spanier St. Augustine in der Spanischen Kolonie Florida die älteste Stadt der kontinentalen USA. Dauerhafte, größere Siedlungen wurden in New Mexico und Kalifornien gegründet, einige auch in Texas und Arizona. Davon zeugen heute zahlreiche spanische Stadtnamen wie Las Cruces, San Francisco oder Los Angeles. Während des amerikanischen Unabhängigkeitskriegs unterstützte Spanien die amerikanischen Rebellen und Spanier wie Bernardo de Gálvez y Madrid kämpften auf der Seite der Kontinentalarmee gegen die Briten. Im Jahre 1783 erkannten die Spanier die USA als unabhängig an und etablierten diplomatische Beziehungen. Spanien hatte die Amerikaner zwar während des Unabhängigkeitskrieges unterstützt, misstraute aber dem Republikanismus und war offiziell kein Verbündeter der jungen USA. Spanien sah im Amerikanischen Expansionismus eine Bedrohung für sein Imperium in Nordamerika. Nach dem Krieg betrafen die wichtigsten Beziehungen den Handel, den Zugang zum Mississippi und die spanischen Bündnisse mit den amerikanischen Ureinwohnern. In dem Bestreben, die amerikanische Besiedlung im Grenzland zwischen beiden Einflusssphären zu verhindern, verweigerte Spanien den USA die Schifffahrtsrechte auf dem Mississippi und lieferte Waffen an die amerikanischen Ureinwohner. 1795 wurden mit dem Pinckney-Vertrag die gegenseitigen Grenzen festgelegt und die Amerikaner erhielten das Schifffahrtsrechte auf dem Mississippi sowie das Mississippi-Territorium von Spanien.

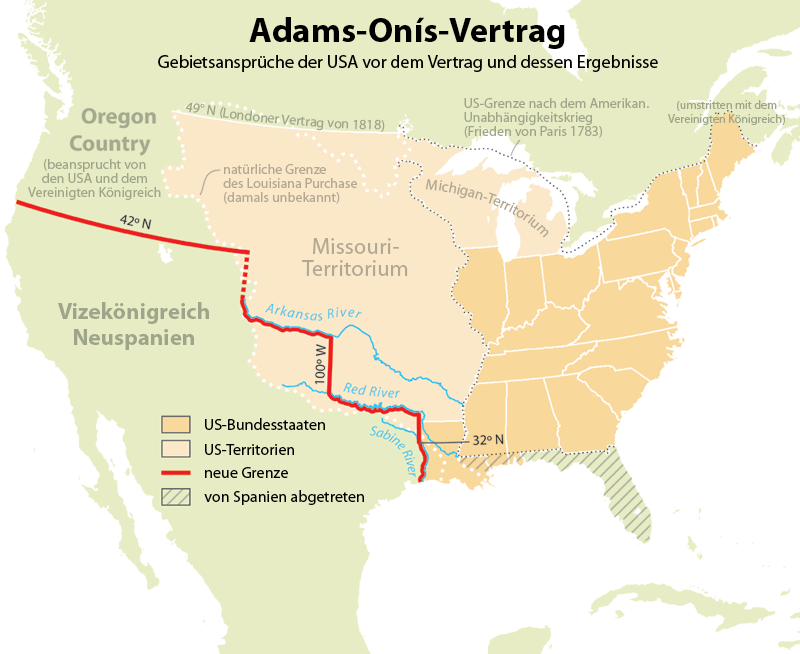
Die Karte zeigt die Ergebnisse des Adams-Onís-Vertrags.

Mit dem Dritter Vertrag von San Ildefonso musste Spanien 1800 die Kolonie Louisiana wieder an Frankreich abtreten. Napoleon Bonaparte verkaufte diese drei Jahre später im Louisiana Purchase an die USA für eine Summe von 15 Millionen US-Dollar, womit die USA ihr Territorium über Nacht verdoppeln konnten. Zehn Jahre später annektierten die USA auch Westflorida, nachdem es dort zu einer Rebellion amerikanischer Siedler gekommen war. Der Louisiana Purchase führte wiederum zu einem neuen Grenzkonflikt mit den Spaniern, welcher 1819 mit dem Adams-Onís-Vertrag ausgeräumt werden konnte. Dabei traten die Spanier Florida an die USA ab, die im Gegenzug auf Gebietsansprüche in Mexiko verzichteten. Ungeachtet der Verträge unterstützten die USA die Unabhängigkeit der Republik Texas 1836 nach der Unabhängigkeit Mexikos von Spanien. Aufgrund des Vertrages von Guadalupe Hidalgo nach dem Mexikanisch-Amerikanischen Krieg fielen die Gebiete, die im Adams-Onís-Vertrag Mexiko zugesprochen worden waren, 1848 an die Vereinigten Staaten. Mit der in den 1820er Jahren verabschiedeten Monroe-Doktrin sagten die USA allen ausländischen Mächten in Nordamerika den Kampf an und weiteten ihre Aktivitäten in der Karibik aus. 1854 versuchen die USA im Ostende-Manifest, das unter spanischer Oberherrschaft stehende Kuba zu erwerben, was die Spanier ablehnen.
In Kuba kam es im Zehnjährigen Krieg zu einer Reihe antispanischer Aufstände, welche von den USA mit Sympathie betrachtet wurden. An Kuba hatten außerdem amerikanische Geschäftsleute großes Interesse, was zu Forderungen nach einer Expansion führte. 1897 unterbreiten die USA unter William McKinley ein weiteres Angebot zum Kauf Kubas. Spanien weigerte sich, Kuba zu verkaufen und brach am 21. April 1898 die diplomatischen Beziehungen zu den USA ab. Ausschreitungen in Kuba dienten den USA als Vorwand für die Entsendung des Kriegsschiffs Maine. Nach der ungeklärten Explosion der USS Maine im Hafen von Havanna wurden die Spannungen in der amerikanischen Bevölkerung durch eine antispanische Kampagne, in der Spanien umfangreicher Gräueltaten beschuldigt wurde, erhöht, was die öffentliche Meinung in den USA erregte. Der folgende Spanisch-Amerikanische Krieg war der erste Konflikt, in dem militärische Aktionen durch das Engagement der Medien stark beeinflusst wurden. Die amerikanische Boulevardpresse schürte das Interesse an diesem Krieg, indem sie während des kubanischen Unabhängigkeitskrieges Gräueltaten fabrizierte, um eine Intervention in einer Reihe spanischer Kolonien auf der ganzen Welt, wie Puerto Rico, den Philippinen, Guam und den Karolinen, zu rechtfertigen. Der Krieg endete nach entscheidenden Siegen der Vereinigten Staaten auf den Philippinen und Kuba, nur 109 Tage nach Kriegsausbruch. Der Vertrag von Paris, der den Konflikt beendete, übertrug den Vereinigten Staaten das Eigentum an den ehemaligen spanischen Kolonien Puerto Rico, Philippinen und Guam.

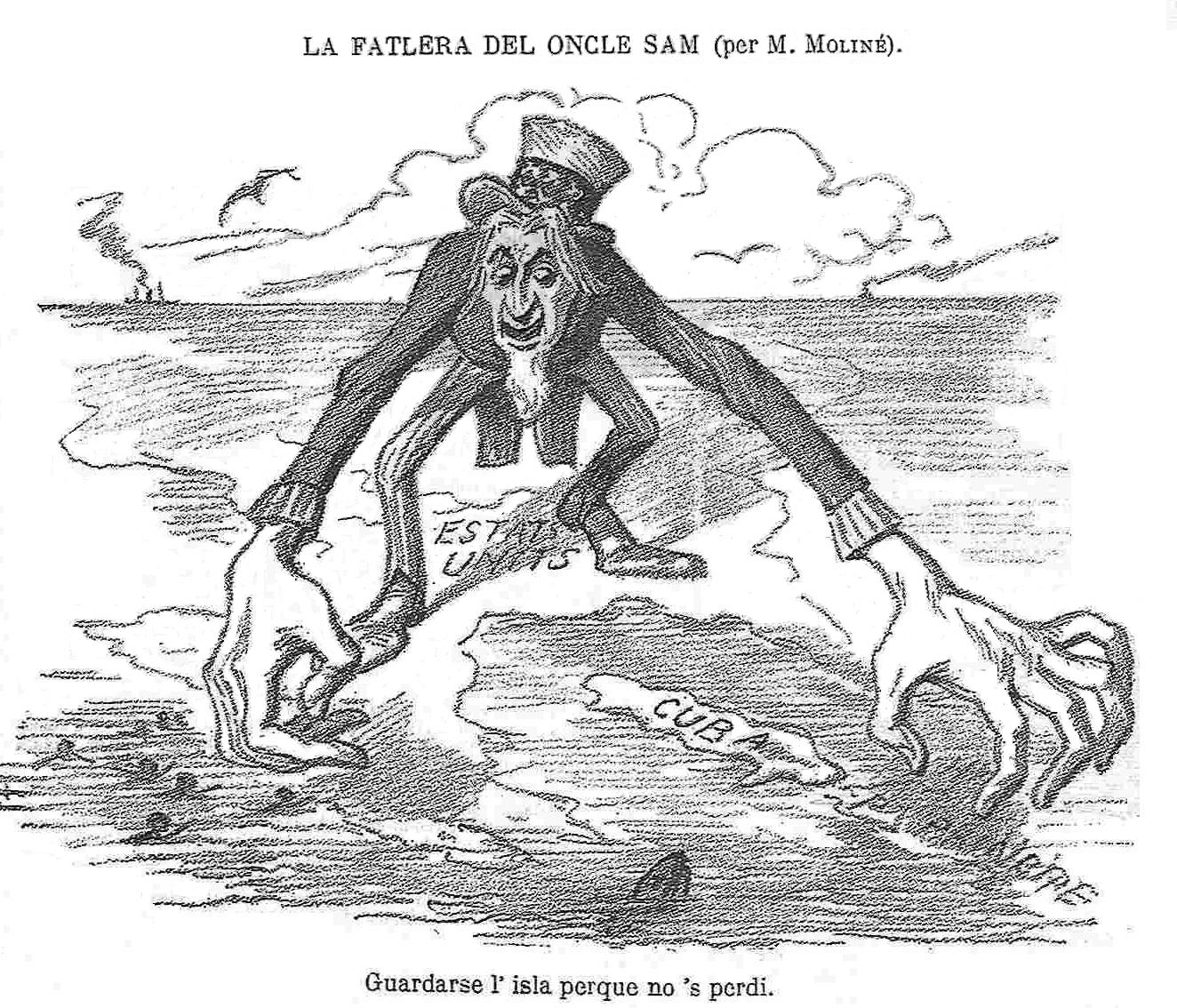
Antiamerikanische Karikatur von 1896

Die Niederlage im Spanisch-amerikanischen Krieg hatte eine verheerende Wirkung auf die spanische Wirtschaft und das nationale Trauma führte in Spanien zur Generación del 98. Viele der Lügen und negativen Assoziationen gegen Spanien und die Spanier, die aus der Propaganda des Spanisch-Amerikanischen Krieges stammten, hielten sich noch lange nach dem Ende des Krieges und trugen in hohem Maße dazu bei, den Mythos der Schwarzen Legende gegen Spanien neu zu beleben. Gleichzeitig führte der Krieg zu antiamerikanischen Gefühlen und weitverbreiteter Bitterkeit in Spanien. Dennoch wurden Handelsbeziehungen zu den Vereinigten Staaten ausgebaut und die beiden Länder unterzeichneten 1902, 1906 und 1910 eine Reihe von Handelsabkommen. Im Ersten Weltkrieg blieb Spanien unter König Alfons XIII. neutral, was seine Exportwirtschaft und Industrialisierung begünstigte. 1928 begrüßte US-Präsident Calvin Coolidge König Alfonso am Telefon; es war die erste Nutzung einer neuen transatlantischen Telefonleitung mit Spanien durch einen Präsidenten. Präsident Franklin D. Roosevelt ernannte seinen Lieblingshistoriker Claude Bowers zum Botschafter in Spanien (1933–39). Bowers prophezeite, dass die mangelnde Bereitschaft Washingtons, während des Spanischen Bürgerkriegs etwas zu unternehmen, einen größeren Krieg unvermeidlich machen würde. Sein Einfluss auf die Politik in Washington war allerdings minimal. Unter Roosevelt blieben die Vereinigten neutral und verboten Waffenverkäufe an beide Seiten, auch da der Präsident befürchtete, Popularität unter den amerikanischen Katholiken zu verlieren, wenn der die Republikaner unterstützt hätte. Im Bürgerkrieg schlossen sich über 3000 Amerikanern den Republikanern an, was allerdings nicht verhindern konnte, dass die Nationalisten 1939 den Bürgerkrieg gewannen.
Das franquistische Spanien sympathisierte während des Zweiten Weltkriegs mit den Achsenmächten. Offiziell neutral, verkaufte die Regierung von General Francisco Franco beträchtliche Mengen an Material, insbesondere Wolfram, an beide Seiten, einschließlich NS-Deutschland. Von 1942 bis 1945 diente der Historiker Carlton Hayes als US-Botschafter in Spanien. Damals wurde er von der Linken angegriffen, weil er Francisco Franco zu freundlich gesinnt wäre, aber es wird angenommen, dass er eine entscheidende Rolle dabei spielte, Spanien daran zu hindern, sich während des Krieges auf die Seite der Achsenmächte zu schlagen. Nach dem Ende des Krieges verkündeten die Siegermächte des Krieges 1946, dass das faschistische Regime auf keine „vollen und herzlichen Beziehungen“ hoffen könnte, solange Franco an der Macht sei. Spanien erhielt keine Hilfen von den USA aus dem Marshallplan. Der beginnende Kalte Krieg brachte die USA und Spanien unter Franco allerdings bald wieder enger zusammen. 1953 wurde der Pakt von Madrid unterzeichnet, mit dem die Errichtung von Militärbasen in Spanien im Tausch für Wirtschafts- und Militärhilfen aus den USA beschlossen wurde. Antiamerikanismus blieb allerdings verbreitet in Spanien, da die Hilfen als unzureichend empfunden wurden. Die Demokratisierung Spaniens in den 1970er Jahren wurden von den USA begrüßt und 1982 trat Spanien der NATO bei. 1988 wurden die Militärabkommen mit den USA nach einem Referendum erneuert. Ein Jahr später wurde ein Kultur- und Bildungsabkommen zwischen beiden Ländern abgeschlossen. In den 2000er Jahren unterstützte der spanische Premierminister José María Aznar den Irakkrieg von George W. Bush und entsendete spanische Truppen. Der Krieg war allerdings in der Bevölkerung sehr unpopulär. Spanien war sogar das europäische Land, in dem die öffentliche Meinung am stärksten gegen den Irakkrieg war und vier Millionen Spanier demonstrierten gegen diesen.

## Militärische Beziehungen
Beide Länder sind Mitglieder der NATO und militärische Verbündete. Spanien war am Irakkrieg, dem Krieg in Afghanistan und der Internationale Allianz gegen den Islamischen Staat an der Seite der USA beteiligt. Die Verteidigungs- und Sicherheitsbeziehungen zwischen den beiden Ländern werden durch das Abkommen über gegenseitige Verteidigungshilfe und das Abkommen über Verteidigungszusammenarbeit geregelt. Auf der Marinebasis Rota und dem Militärflugplatz Morón sind US-Streitkräfte präsent.

## Wirtschaftsbeziehungen
Beide Länder gehören zu den entwickelten OECD-Staaten und haben verschiedene Wirtschaftsabkommen geschlossen, darunter ein Doppelbesteuerungsabkommen. Im Jahre 2021 importierten die USA aus Spanien Güter im Wert von 16,8 Milliarden US-Dollar und exportierten im Gegenzug Güter im Wert von 16,3 Milliarden US-Dollar nach Spanien. US-amerikanische Unternehmen haben in Spanien über 60 Milliarden US-Dollar investiert und beschäftigen in dem Land über 150.000 Menschen. Zusammen sind beide Länder auch bedeutende Investoren in Lateinamerika. Jährlich besuchen zahlreiche amerikanische Touristen Spanien, 2019 waren es drei Millionen.

## Kulturbeziehungen

Spanische Sprache in den USA (2019)

Es gibt in den Vereinigten Staaten zahlreiche Einflüsse durch das spanische Kolonialreichs, von dem Teile mit der Annexion Floridas und Mexikos Nordwesten auf die USA übergingen. Spanische Einflüsse haben sich hier in Architektur, Küche und Kultur erhalten. Neben der ethnisch germischten Gruppe der Hispanics gibt es in den USA auch die Gruppe der Hispanos, welche direkte Nachfahren von spanischen Siedlern in Mexiko sind. Fast 60 Millionen Menschen in den USA sprechen Spanisch, knapp ein Fünftel der Bevölkerung. In einigen Regionen des Landes hat Spanisch einen informellen Status als zweite Amtssprache. In dem US-Territorium Puerto Rico ist sie neben Englisch die Amtssprache. Für Auslandstudierende aus den USA ist Spanien das drittbeliebteste Land. Die Kulturbeziehungen sind allerdings ambivalent geblieben. Laut einer Studie des German Marshall Fund gehören die Gefühle gegenüber den Vereinigten Staaten in Spanien zu den am wenigsten positiven in Europa, gleich nach der Türkei. Zu den Gründen zählen Erinnerungen an den Spanisch-amerikanischen Krieg, die Unterstützung für die rechtsgerichtete Diktatur Francisco Francos und die Interventionen der USA im spanischsprachigen Lateinamerika. Dies geht nicht nur von der Linken aus, sondern Antiamerikanismus ist auch unter der Rechten verbreitet. Während des Zweiten Weltkriegs führte ein unverhohlener rechter Antiamerikanismus, der von der Kirche, den Streitkräften und der Falange angeführt wurde, dazu, dass die Mitglieder der Falange zu Verfechtern einer von der Hispanidad geprägten Weltanschauung wurden, die im Widerspruch zur Monroe-Doktrin stand.
Eine 2017 vom Pew Research Center durchgeführte Umfrage ergab, dass 60 % der Spanier ein negatives Bild von den USA haben, während nur 31 % ein positives Bild hatten, was auch mit einer Beliebtheit des damaligen US-Präsidenten Donald Trump von lediglich 7 % erklärt werden konnte. 2021 hatte sich das Bild der USA verbessert und 60 % hatten der Spanier jetzt eine positive Einstellung zu den USA und nur noch 30 % eine negative.